# Бей-Буллс
Бей-Буллс (англ. Bay Bulls) — містечко в Канаді, у провінції Ньюфаундленд і Лабрадор.

## Населення
За даними перепису 2016 року, містечко нараховувало 1500 осіб, показавши зростання на 16,9%, порівняно з 2011-м роком. Середня густина населення становила 48,8 осіб/км².
З офіційних мов обидвома одночасно володіли 35 жителів, тільки англійською — 1 460. Усього 5 осіб вважали рідною мовою не одну з офіційних.
Працездатне населення становило 66,8% усього населення, рівень безробіття — 8,9% (11,5% серед чоловіків та 5,7% серед жінок). 95,5% осіб були найманими працівниками, а 4,5% — самозайнятими.
Середній дохід на особу становив $56 621 (медіана $41 152), при цьому для чоловіків — $73 612, а для жінок $40 119 (медіани — $55 360 та $31 600 відповідно).
24,3% мешканців мали закінчену шкільну освіту, не мали закінченої шкільної освіти — 19,1%, 56,6% мали післяшкільну освіту, з яких 32,3% мали диплом бакалавра, або вищий, 10 осіб мали вчений ступінь.
| Статево-вікова структура населення | Статево-вікова структура населення | Статево-вікова структура населення | Статево-вікова структура населення | Статево-вікова структура населення |
| ---------------------------------- | ---------------------------------- | ---------------------------------- | ---------------------------------- | ---------------------------------- |
|                                    |                                    |                                    |                                    |                                    |
| Всього                             | Всього                             | 48,7%51,3%                         |                                    |                                    |
| 0 — 14 років                       | 0 — 14 років                       |                                    | 19,6%                              | 19,6%                              |
| 15 — 64 років                      | 15 — 64 років                      |                                    | 65,1%                              | 65,1%                              |
| 65 і більше                        | 65 і більше                        |                                    | 15,3%                              | 15,3%                              |
| 85 і більше                        | 85 і більше                        |                                    | 0,7%                               | 0,7%                               |
| Середній вік (років)               | Середній вік (років)               | 38,839,4                           | 39,1                               | 39,1                               |
| Медіана (років)                    | Медіана (років)                    | 39,739,0                           | 39,3                               | 39,3                               |
| — чоловіки — жінки                 |                                    |                                    |                                    |                                    |

| Походження мешканців:     | Походження мешканців:     | Походження мешканців: | Походження мешканців: | Походження мешканців: |
| ------------------------- | ------------------------- | --------------------- | --------------------- | --------------------- |
| Походження                |                           |                       | осіб                  | %                     |
| Корінні американці        | Корінні американці        |                       | 25                    | 1.67%                 |
| Інше північноамериканське | Інше північноамериканське |                       | 685                   | 45.67%                |
| Європейське               | Європейське               |                       | 925                   | 61.67%                |
| британське                | британське                |                       | 910                   | 60.67%                |
| французьке                | французьке                |                       | 10                    | 0.67%                 |
| Азійське                  | Азійське                  |                       | 40                    | 2.67%                 |

| Зайнятість населення за галузями (за класифікацією NOC): | Зайнятість населення за галузями (за класифікацією NOC): | Зайнятість населення за галузями (за класифікацією NOC): | Зайнятість населення за галузями (за класифікацією NOC): | Зайнятість населення за галузями (за класифікацією NOC): |
| -------------------------------------------------------- | -------------------------------------------------------- | -------------------------------------------------------- | -------------------------------------------------------- | -------------------------------------------------------- |
|                                                          |                                                          |                                                          |                                                          |                                                          |
| Управління                                               | Управління                                               |                                                          | 7,6%                                                     | 7,6%                                                     |
| Бізнес, фінанси та адміністрування                       | Бізнес, фінанси та адміністрування                       |                                                          | 18,5%                                                    | 18,5%                                                    |
| Природничі та прикладні науки                            | Природничі та прикладні науки                            |                                                          | 9,6%                                                     | 9,6%                                                     |
| Охорона здоров'я                                         | Охорона здоров'я                                         |                                                          | 8,3%                                                     | 8,3%                                                     |
| Освіта, правозахист, муніципальні та урядові служби      | Освіта, правозахист, муніципальні та урядові служби      |                                                          | 8,9%                                                     | 8,9%                                                     |
| Мистецтво, культура, відпочинок та спорт                 | Мистецтво, культура, відпочинок та спорт                 |                                                          | 1,9%                                                     | 1,9%                                                     |
| Роздрібна торгівля та послуги                            | Роздрібна торгівля та послуги                            |                                                          | 14,6%                                                    | 14,6%                                                    |
| Гуртова торгівля, транспорт та обладнання                | Гуртова торгівля, транспорт та обладнання                |                                                          | 20,4%                                                    | 20,4%                                                    |
| Природні ресурси, сільське господарство                  | Природні ресурси, сільське господарство                  |                                                          | 6,4%                                                     | 6,4%                                                     |
| Виробництво                                              | Виробництво                                              |                                                          | 3,8%                                                     | 3,8%                                                     |

## Клімат
Середня річна температура становить 5,2°C, середня максимальна – 19,3°C, а середня мінімальна – -9,3°C. Середня річна кількість опадів – 1 495 мм.
| Клімат поселення                              | Клімат поселення | Клімат поселення | Клімат поселення | Клімат поселення | Клімат поселення | Клімат поселення | Клімат поселення | Клімат поселення | Клімат поселення | Клімат поселення | Клімат поселення | Клімат поселення | Клімат поселення |
| Показник                                      | Січ.             | Лют.             | Бер.             | Квіт.            | Трав.            | Черв.            | Лип.             | Серп.            | Вер.             | Жовт.            | Лист.            | Груд.            |                  |
| Середній максимум, °C                         | 0,57             | 0,08             | 2,79             | 6,85             | 11,21            | 15,43            | 18,36            | 19,32            | 15,60            | 11,08            | 6,81             | 2,13             |                  |
| Середня температура, °C                       | −4,1             | −4,6             | −1,89            | 2,18             | 6,54             | 10,76            | 15,08            | 16,05            | 12,32            | 7,80             | 3,54             | −1,15            |                  |
| Середній мінімум, °C                          | −8,78            | −9,27            | −6,55            | −2,51            | 1,85             | 6,07             | 11,81            | 12,78            | 9,04             | 4,53             | 0,25             | −4,41            |                  |
| Норма опадів, мм                              | 146              | 128              | 132              | 124              | 110              | 110              | 98               | 99               | 128              | 140              | 139              | 141              |                  |
| Середньомісячна швидкість вітру, м/с          | 8.46             | 7.73             | 7.30             | 6.66             | 5.91             | 5.46             | 5.26             | 5.33             | 5.97             | 6.85             | 7.49             | 8.24             |                  |
| Середньомісячна сонячна радіація, кДж/м²·день | 4069             | 6883             | 10614            | 13959            | 17027            | 19078            | 19304            | 16139            | 12114            | 7266             | 4248             | 3118             |                  |
| --------------------------------------------- | ---------------- | ---------------- | ---------------- | ---------------- | ---------------- | ---------------- | ---------------- | ---------------- | ---------------- | ---------------- | ---------------- | ---------------- | ---------------- |
| Джерело:                                      |                  |                  |                  |                  |                  |                  |                  |                  |                  |                  |                  |                  |                  |